# 铧子酒
铧子酒是遼寧燈塔市铧子镇出产的一种酱香型白酒，源于当地孟氏家族1889年于镇上成立的“涌兴源烧锅”，酒坊变迁经几十年，可其产品在当地一直畅销。铧子酒借鉴茅台生产工艺，以高粱、玉米为原料酿成。1998年转制为民企，但相较其他一线、二线白酒品牌，产量一直不大。